# نوع منقرض في البرية
درجة منقرض في البرية هي واحدة من درجات حالة الحفظ التي يَستخدمها الاتحاد العالمي للحفاظ على الطبيعة ومواردها لتسجيل حالة نوع (أو أصنوفة أدنى) باتَ منقرضًا في بيئته الطبيعية وفق المعلومات المُتاحة، ولم يَعد له وُجود حسب المعلومات سوى في الأسر حيث يُحفظ خارجَ موطنه الطبيعيِّ. لإكثاره مجدداً وإعادة توطينه في نطاق سكنه الأصليّ.

## إعادة التوطين

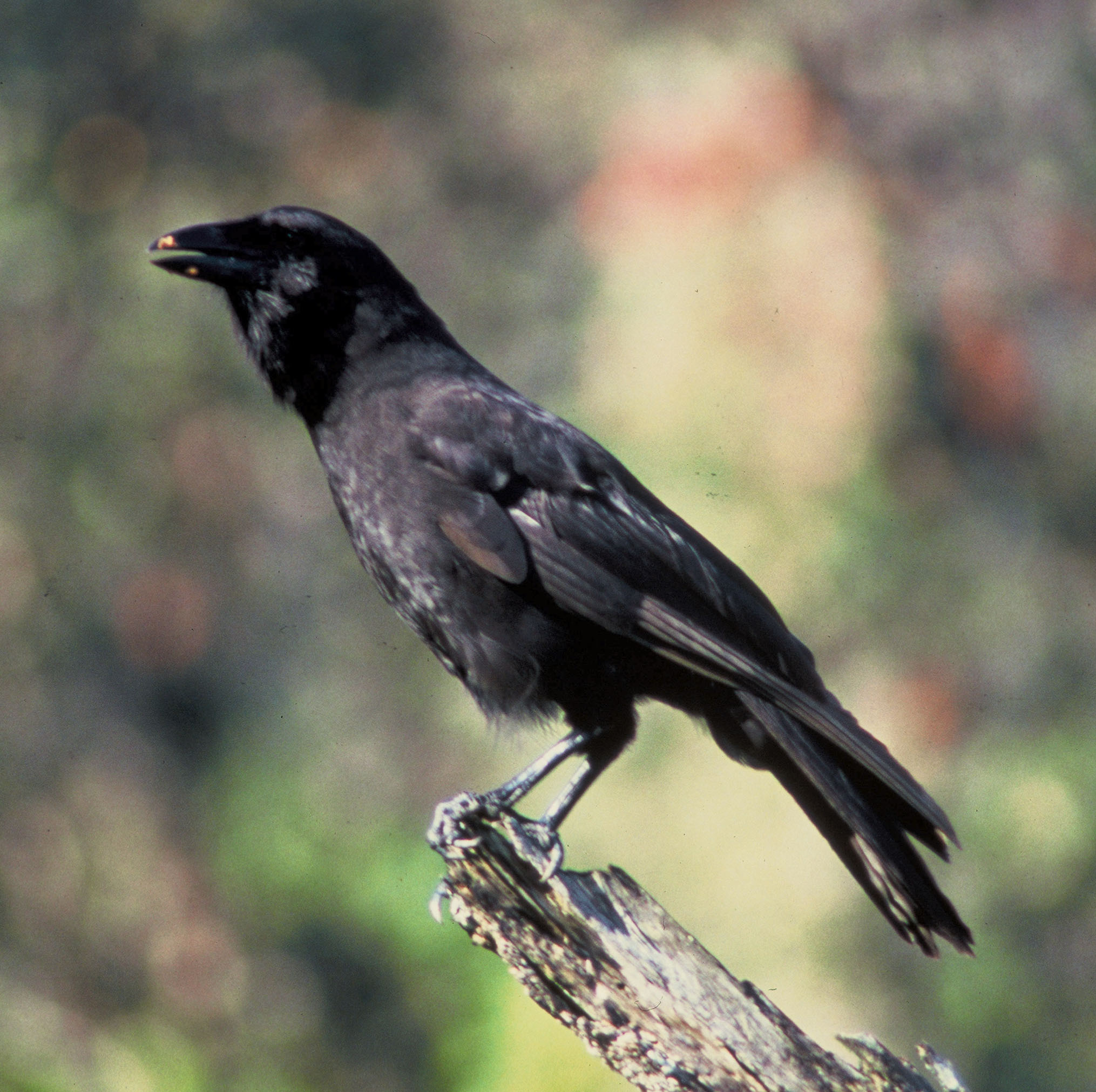
غراب هاواي مصنف كنوع منقرض في البرية منذ عام 2002.

إعادة توطين الأنواع الحية هي إطلاق الحيوانات المتعمَّد إلى البرية بعد أن تكون محتجزة في الأسر أو المحميات الطبيعية أو أماكن أخرى مخصَّصة لحمايتها من التهديدات الطبيعية التي قد تقودها إلى الانقراض. وتستخدم هذه الوسيلة لإعادة الحيوانات المنقرضة في البرية إلى مناطق انتشارها الأصلية السابقة. لكن معَ ذلك فإن هذا الأسلوب لا يَأتي بنتائج مُمتازة دائماً في حالة الحيوانات المنقرضة في البرية، حتى ولو نُجحَ في إعادة بيئاتها الطبيعية المُدمَّرة، وذلك لأن الطرق والوسائل التي يَستخدمها الحيوان للبقاء على قيد الحياة مثلَ آليات الصيد والتمويه والهرب من المُفترسين كثيراً ما يُعتمَد على تعليمها للصغار الجدد على الوالدين الذين يَنقلانها إلى صغارهما ويَدفعانهما إلى اختبارها في بيئتهم الطبيعية، لكن في حالة الانقراض في البرية فإن هذه الوسائل والتقنيات تُفقد ولا تتمكن الحيوانات الجديدة المُعادُ توطينها من تعلمها، وهو أمرٌ يُقلل فرص نجاتها في البرية. من المَشاكل الأخرى التي تجعل عمليات إعادة التوطين حلولاً غير مُكتملة مورثات الحيوانات، فظاهرة الانخفاض الحاد في أعداد نوع من الحيوانات تعرف علمياً باسم عنق الزجاجة السكانية، ومن تبعات هذه الظاهرة التي تحدث عند إعادة إكثار النوع أنه يَفقد تنوُّعه الجيني، وربَّما لا تتمكن مورثات النوع من التعافي مجدداً بعد ذلك أبداً، ومن شأن هذه الظاهرة المعروفة بتأثير المؤسس أن تجعل الحيوانات معرَّضة بسهولة للأمراض والأوبئة والموت السريع نظراً إلى قلة تنوعها الجيني، وهذا بالإضافة إلى مشاكل أخرى عديدة تضرُّ بالحيوانات وتهددها بعدَ إعادة إكثارها.

## أمثلة
من الأمثلة على الأنواع أو تحت الأنواع التي انقرضت في الماضي أو لا زالت منقرضة في البرية:
- الأسد البربري (منقرض في البرية منذ عام 1922).
- السلحفاة السوداء ناعمة الصدفة (منقرضة في البرية منذ عام 2002).
- غراب هاواي (منقرض في البرية منذ عام 2002).
- أيل الأب دايفيد (منقرض في البرية منذ عام 1865، وربما قبل ذلك بكثير).
- المها العربية (منقرضة في البرية منذ عام 1972، وأعيد توطينها ابتداءً من عام 1982).
- مها أبو حراب (منقرضة في البرية منذ عام 1980).
- سلحفاة سيشل العملاقة (منقرضة في البرية منذ عام 1840).
- حمام سوكرو (منقرض في البرية منذ عام 1972).
- علجوم وايومنغ (منقرض في البرية منذ عام 1991).[2]
- سلحفاة جزيرة بينتا العملاقة (منقرضة في البرية منذ عام 1971، وتوفي الفرد الأخير المتبقي منها في الأسر سنة 2012).[3][4]